# 人物 (美國雜誌)
《人物》（英語：People）是美國的一本名流及人性化故事的雜誌，自1974年創刊，由梅瑞迪斯集團印刷。《人物》擁有4,660萬名成年讀者群，是美國雜誌中最大讀者群的雜誌。2011年，《人物》的廣告收入為$9.97億美元，是美國雜誌中最高的廣告收入。2006年，它的發行量為375萬，收入預計超過15億美元。由於其在編輯、發行及廣告方面的卓越表現，該雜誌於2005年10月被《廣告時代》評為「年度雜誌」。2006年10月，《人物》於《廣告時代》的「年度A名單」中排名第六，並於Adweek的「品牌開拓者名單」中排名第3位。
該雜誌刊登了大約50/50的名人和人類感興趣的文章。《人物》的編輯們聲稱不要製作純名人八卦，這足以帶領名人宣傳人員為該雜誌提出獨家建議，以及所謂的「公關友好戰略」。
《人物》杂志最初的创办宗旨就是讲述平凡人的不凡故事，但除了报导普通人，也报导明星，每期杂志的封面人物都是读者希望获得更多了解的人。